# روني تشينغ
روني تشينغ (مواليد 21 نوفمبر 1985) هو ممثل وكوميديان ماليزي، شارك في فيلم أغنياء آسيويون مجانين، غودزيلا ضد كونغ وشانغ تشي وأسطورة الحلقات العشر.

## روابط خارجية
- روني تشينغ على موقع IMDb (الإنجليزية)
- روني تشينغ على موقع ميوزك برينز (الإنجليزية)
- روني تشينغ على موقع قاعدة بيانات الفيلم (الإنجليزية)
- روني تشينغ على موقع كينوبويسك (الروسية)